# Pierre Randrianarisoa
Compléments
Premier malgache Docteur en Histoire
Pierre Randrianarisoa est un historien, écrivain, poète, diplomate et homme politique malgache, né à Tsianaloka (Tuléar – Madagascar) le 29 août 1932 et mort le 22 septembre 2010 à Ambohijanaka (Antananarivo – Madagascar).

## Famille
Pierre Randrianarisoa est originaire de Sahamadio (Fandriana), village situé dans la Sous-préfecture de Fandriana, dans la région de l’Amoron’i Mania, et fait de ce fait partie de l’ethnie betsileo. Ainé d’une fratrie composée de cinq frères et une sœur, il est issu, aussi bien du côté paternel que maternel, de grandes familles faisant office de figures de proue de la région du Fisakàna depuis des générations et ayant fourni à la Grande Île nombre de personnalités, d’intellectuels et notamment de personnages politiques.

### Origines
Son grand-père paternel, Rainitsimba Rapetera, issu du village de Voainana, descendant du Prince Ramitombo de Vohitsoa (fin 17e siècle), petit-fils d’Andrianantara Ier de Manandriana fit partie des premiers lettrés et intellectuels de la région, à l’instar de Rafahely Ramahaleo et Rajohanesa (dit « Mahaibe »). Devenu instituteur pour le compte de la Mission protestante norvégienne (NMS) à Ambohipo, il devint ensuite évangéliste et fut la pierre angulaire du Temple Protestant Luthérien de Sahamadio (Fandriana) (Miadanimerina). Homme empli d’une grande intégrité et luttant avec acharnement pour ses convictions, Rainitsimba Rapetera n’hésita pas à se porter volontaire pour dénoncer les injustices et exactions perpétrées par l’administration royale merina (Affaire de Sahamadio (Fandriana) Irà et Avà), ce qui l’amènera à exposer sans fléchir ses doléances devant la Reine Ranavalona III en personne et eut gain de cause. Fort de ses prouesses, l’Administration coloniale le nomma Gouverneur d’Ambohimitombo en pays Zafimaniry en octobre de l’année 1902.
Sa grand-mère paternelle, Rasoanarivony, appelée encore Rasoanary, originaire du village d’Ampandrotrarana, que Rainitsimba épousa en secondes noces, descendit quant à elle de l’ancienne famille royale du Fisakàna, de la branche de Tsiakarandambo au Sud de Sahamadio (Fandriana), et fut la 13e descendante du Roi Rafovato Rivoekembahoaka Ier du Fisakàna, issue du Prince Randriandratrimo.
Du côté maternel, son grand-père, le Pasteur Rasimona, descendant d’Andriaminahy qui fut à la tête des Collecteurs d’Impôts sous le Roi Rivoekembahoaka II, fut un théologien de renom au sein de l’église luthérienne malgache. Sa grand-mère quant à elle, Rasoarivony, fut la petite-fille de Rainivelo Rainimboafiringa, éminent notable du village d’Ambohimanandriana et descendant également du Prince Ramitombo de Vohitsoa.

### Parents
Son père, Rapierre Daniel, fut un haut cadre de l’Administration coloniale (Inspecteur Principal du Trésor), également écrivain et poète, à l’instar de son frère cadet Rakotomalala Rabarijaona qui fit plus parler de lui, et signait ses œuvres sous le pseudonyme « Palais Dactyl ». Féru d’Histoire, notamment de celle de sa région natale, il contribua à remettre à jour les faits et anecdotes longtemps oubliés à travers d’innombrables investigations. Il fut également l’un des membres-fondateurs de l’association de l’Amicale des Natifs du Fisakàna aux côtés du Docteur Philémon Rajaonarivelo et de Ratsimba-Rajaonary. Arrivé à la tête de ladite association après son affectation à Ambositra, Rapierre Daniel multiplia, avec l’aide de son épouse (et mère de Pierre Randrianarisoa), Ravaonirina Marie Christine, les œuvres caritatives et sociales (réfection de Temples protestants, aide à la Croix-Rouge,…).

## Études

### Primaires et secondaires
Après une petite enfance partagée entre Tuléar et Antananarivo, Pierre Randrianarisoa fit ses études primaires respectivement à Majunga (école officielle), puis à Ambositra (Collège Benjamin Escande) où il obtint son CEPE et son CESD (Certificat d’Etudes du Second Degré). Monté à Antananarivo pour poursuivre ses études secondaires au Lycée Gallieni d'Andohalo, l’établissement lui ferme pourtant ses portes, car n’admettant à l’époque que les enfants de colons et de citoyens français. En réponse à cette injustice, son père décide de l’envoyer poursuivre ses études directement en France. C’est ainsi qu’il débarqua à Sète en 1951 et poursuivit ses études à Bagnères-de-Bigorre, puis au Lycée Paul Valéry de Sète. Il scella ses études secondaires par l’obtention des Baccalauréats Modernes et en Philosophie.

### Supérieures
Les études supérieures enfin accessibles, Pierre Randrianarisoa décide de s’orienter davantage vers la Fonction internationale, en l’occurrence la diplomatie et vers l’Histoire. N’ayant jamais été boursier, il était, jusqu’en 1966 (année de soutenance de sa thèse de doctorat), obligé d’occuper divers emplois temporaires ou saisonniers (du batelage au tri postal en passant par les vendanges) pour lui permettre financièrement de poursuivre ses études. Il fut dans un premier temps inscrit à la Faculté de Droit et des Sciences Économiques de l’Université de Rennes au sein de laquelle il obtint le diplôme de l’Institut des Hautes Études Administratives et Sociales (Mentions Droit public aérien et Économie d’Outre-mer) en 1961.
Il intègre par la suite la section diplomatique de l’Institut des hautes études d'outre-mer (IHEOM) à Paris duquel il sort diplômé en décembre 1963. Il obtint peu après le diplôme de l’Orientation de la Fonction internationale.
Parallèlement à ses études diplomatiques, il poursuit ses études auprès de l’Université de Rennes en intégrant la Faculté des Lettres et des Sciences Humaines et y obtient sa Licence ès lettres en 1964.
En 1966, il entreprit sa soutenance de thèse en Histoire (3e cycle) sur un thème qui fera l’objet de l’un de ses principaux ouvrages : La Diplomatie Malgache face à la Politique des Grandes Puissances (1882-1895) et devint le premier malgache docteur en Histoire.

## Parcours professionnel
- 1967-1968 : Chercheur au CNRS à Paris (Section Histoire Moderne et Contemporaine)
- 1968-1972 : de retour à Madagascar, il devint professeur à l’École normale Le Myre de Vilers d’Antananarivo.
- 1970 (mars-avril) : Membre de la délégation malgache à Paris pour finaliser la mise sur pied de l’Agence de coopération culturelle et technique (ACCT), première organisation gouvernementale francophone qui préfigure la création de l’actuelle Organisation internationale de la francophonie (OIF).
- 1973-1976 : Fonctionnaire international auprès de l’ACCT (quota de Madagascar) tout en étant professeur à l’École Internationale de Bordeaux – Talence.
- 1977-1979 : après le départ de Madagascar de l’ACCT, Pierre Randrianarisoa fut détaché par le Gouvernement malgache auprès de l’Institut d’Histoire des Pays d’Outre-Mer de l’Université d’Aix en Provence pour des travaux de recherche sur la Grande Île.
- Mars 1980-février 1984 : Chef du service Europe à la Direction des relations bilatérales entre Madagascar et l’Europe (Est – Ouest).

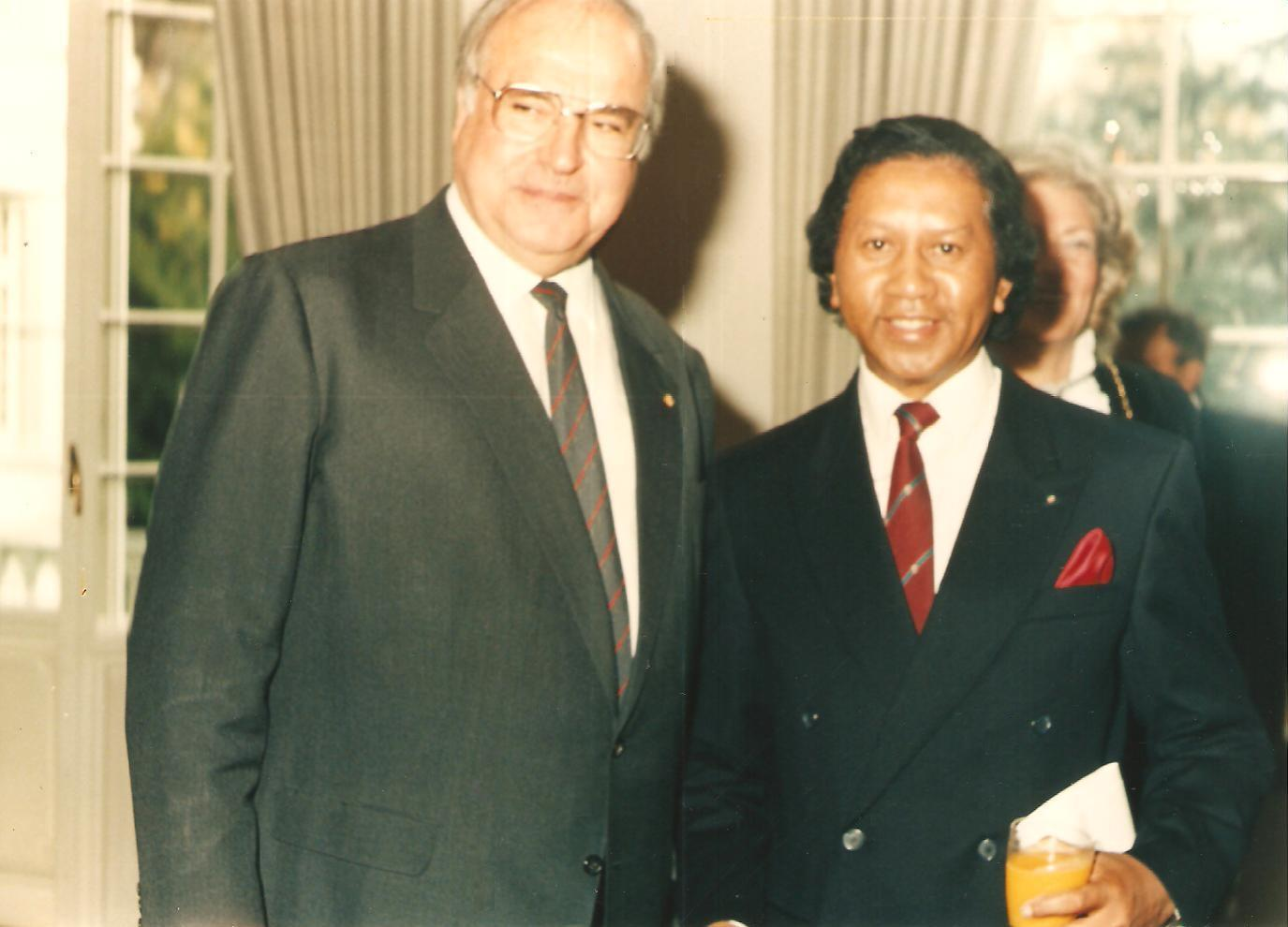
Pierre Randrianarisoa reçu par Helmut Kohl en 1986

De février 1984 à février 1990, il fut premier conseiller près l’Ambassade de Madagascar à Bonn (République fédérale d'Allemagne), puis assurait la fonction de chargé d’affaires a.i, notamment dans les pays de la juridiction que sont la Suède, la Norvège, le Danemark, la Finlande ainsi que le Saint-Siège (Vatican).
De retour dans la Grande Île en 1990, il fut nommé Enseignant-chercheur auprès de l’Université de Toamasina.

## Parcours politique

### Les débuts
Pierre Randrianarisoa frôla pour la première fois la sphère politique de manière quasi-fortuite, et ce durant les événements estudiantins de mai 1972 (le « mai 68 » malgache). Le général Gabriel Ramanantsoa, après s’être vu remettre les pleins pouvoirs par le président Philibert Tsiranana le 18 mai, s’est vu également avoir la tâche de composer un nouveau gouvernement. Dans la foulée des consultations, misant sur la jeune élite intellectuelle de l’époque, il fit convoquer Pierre Randrianarisoa à Ampahibe (siège du Ministère de la Défense Nationale) le 25 mai au soir pour lui proposer le portefeuille du Ministère de l’Éducation Nationale. Ce dernier refusera l’offre deux jours plus tard, étant donné la sensibilité dudit département à l’époque d’une part, et d’autre part du fait qu’il aurait davantage voulu briguer un poste à la hauteur de son parcours, à savoir le Ministère des Affaires Étrangères. « Les Affaires Étrangères seront pour un soldat », rétorquera le général. Le 27 mai à 16 heures 45 minutes, le nouveau gouvernement fut mis en place avec, à l’Éducation Nationale (Affaires Culturelles), le docteur Justin Manambelona et aux Affaires Étrangères, le capitaine de corvette Didier Ratsiraka.
Après un intermède d’une dizaine d’années partagé entre le fonctionnariat international et l’enseignement supérieur, Pierre Randrianarisoa entra en lice des législatives de 1983 en tant qu’Indépendant (Tsy Miankina) et fut élu député de Madagascar dans sa circonscription d’origine, Fandriana. Mais son élection fut contestée par les barons du régime socialiste de l’époque, ces derniers arguant une irrégularité dans son dépôt de candidature. Étant pourtant en faveur en haut lieu, le Gouvernement révolutionnaire décida de le « dédommager » en lui faisant choisir entre le poste d’Ambassadeur au Japon et celui de Premier conseiller en République fédérale d'Allemagne. Pierre Randrianarisoa prit la seconde option et fut nommé à compter de février 1984.

### L’apogée:1993-1998: le député «bon Samaritain»
Pierre Randrianarisoa retenta sa chance dans la course à la législature en 1993, sous la présidence du professeur Albert Zafy, et fut une fois de plus élu Député avec une majorité écrasante, sous la bannière du « Tsy Miankina amin’Antoko » (littéralement qui ne dépend d’aucun parti politique). Son quinquennat à l’Assemblée Nationale marque une période-clé aussi bien pour son propre parcours que pour la région de Fandriana.
Grâce aux relations nouées à l’extérieur les années passées, puis en tant que Vice-président de la Commission des Affaires Étrangères à l’Assemblée, et celles nouées avec les donateurs locaux, nombre de sponsorings, de financements et de projets vinrent le jour, entre autres le jumelage du Lycée de Fandriana avec le Lycée français La Pérouse de San Francisco, la coopération en matière de Santé avec la Mairie de Lyon sous les auspices de son ancien professeur Raymond Barre, Député et Maire de Lyon, les distributions gratuites de radiocassettes, de bêches (« Angady ») ou encore de riz, notamment durant les passages cycloniques rudes, les réfections de ponts ou de routes, activités n’entrant pas en principe dans ses attributions de membre du corps législatif. Ces différentes activités lui valurent par la presse le surnom de « bon Samaritain » en référence à un personnage biblique.
Sur la scène politique, il se targue « d’agir de prime abord pour le bien du peuple avant celui de tout parti ou toute affinité politique ». C’est en ce sens qu’il crée avec d’autres collègues parlementaires indépendants le Groupe Parlementaire pour le Développement de Madagascar (GPDM) en 1997, groupe affilié à aucun parti politique mais dont le poids dans les décisions de l’époque fut incontestable . En février de la même année, le même groupement le présenta comme Premier ministrable au Président Didier Ratsiraka au même titre que 13 autres prétendants proposés par les autres groupes parlementaires, dont Marcel Ranjeva, Tantely Andrianarivo ou encore Pascal Rakotomavo. Le poste reviendra à ce dernier.
En 1998, Pierre Randrianarisoa se représenta aux législatives, mais la circonscription fut ravie par le parti du régime en place, l’AREMA.
Dès lors, il ne prit plus part de manière active à la vie politique du pays, mais constitue tout de même un observateur de référence ou encore un soutien pour certaines figures politiques,.
Toutefois, il continua à subvenir aux besoins des plus démunis en animant une ONG à travers laquelle il effectue des activités humanitaires, culturelles, environnementales et touristiques.

## Parcours littéraire
Homme de lettres au premier chef, la verve littéraire de Pierre Randrianarisoa précède son parcours diplomatique et politique. C’est durant ses années d’études supérieures que s’éveilla son talent qu’il mit, dans un premier temps, à profit pour financer ses études. Poète, écrivain, il se veut l’ « Ambassadeur de Madagascar » en effectuant des tournées-conférences sur la Grande Île dans plusieurs collèges et lycées de France et ce à travers ses écrits, notamment Madagascar et les Croyances et Coutumes malgaches (1959) ou encore les recueils de poèmes tels que Premiers Visages (1960) pour lequel il fut Lauréat du Grand Prix International de Littérature en 1961. Sa ferme volonté de promouvoir Madagascar à l’étranger le fit conjuguer celle-ci avec sa matière de prédilection, l’Histoire. La Diplomatie Malgache face à la Politique des Grandes Puissances (1882-1895) (1970), dénotant les rapports diplomatiques de la Grande Île à la veille de la Colonisation et qui lui valut le Grand Prix de Madagascar 1973, offert par l’Association des écrivains de langue française (ADELF) ou encore, relativement plus contemporaine, Madagascar d’une République à l’autre (1958-1982), tome I, en sont les principales œuvres.
Dans la même foulée, par une approche plus axée sur l’anthropologie sociale et culturelle, Pierre Randrianarisoa met également en exergue les caractéristiques propres de la Civilisation malgache et de ses composantes, notamment à travers L’enfant et son éducation dans la civilisation traditionnelle malgache (1981), ouvrage en quatre tomes, et l’Art et l’Artisanat malgaches (1974).
Il fut membre de l’ADELF, de la SEROI (Société des Écrivains de la Région de l’Océan Indien) – Madagascar et du SYNAEL (Synergie Nationale des Auteurs, Éditeurs et Libraires).
En 1992, lors d’une soirée baptisée « SOS Sud » à l’Alliance Française d’Antananarivo destinée à la collecte de fonds pour les victimes de la grande aridité ayant frappé le Sud de l’Île, une série de représentations théâtrales, musicales et de lectures de poèmes avaient été mises en œuvre. Pierre Randrianarisoa y fit sa contribution en se faisant lire ses poèmes auprès d’autres amis artistes, à l’instar d’Elie Rajaonarison, de Georges Andriamanantena (« Rado ») ou encore Lila Hanitra Ratsifandrihamanana.
En août 1997, lors de la réouverture officielle au public du Rova d’Antananarivo, incendié deux ans auparavant, il avait gracieusement reversé les recettes des 100 premiers livres de la réédition de son livre La Diplomatie Malgache face à la Politique des Grandes Puissances (1882-1895) à la réfection de ce grand patrimoine historique, au nom des natifs de la région du Fisakàna.

## Principales œuvres
- Madagascar et les Croyances et Coutumes Malgaches, Éditions Caron et Cie, Caen – France, 1959, neuvième édition, 1967 (Préf. Jean d’Esme, Président de l’association des Écrivains de la Mer et de l’Outre-Mer, Membre de l’Académie des Sciences d’Outre-Mer)
- Premiers Visages, Éditions Lec-Vire, Calvados – France, 1960, deuxième édition 1961
- Aujourd’hui comme chaque jour, Éditions Fanotam-boky Malagasy, Antananarivo, 1969
- La Diplomatie Malgache face à la Politique des Grandes Puissances (1882-1895), CNRS, Paris, 1970 ; deuxième édition aux Éditions FTM, Antananarivo, 1983 ; troisième édition augmentée d’une Biographie du premier Ministre Rainilaiarivony pour la célébration du centenaire de sa mort (1896-1996), Antananarivo, 1996 (Préf. Docteur Césaire Rabenoro, Président de l’Académie Malgache (2e et 3e éditions))
- L’Art et l’Artisanat Malgaches, Éditions A. Samie, Bordeaux, 1974, deuxième édition aux Éditions Trano Printin’ny Fiangonana Loterana Malagasy, Antananarivo, 2003 (Préf. R. Paulian, Recteur de l’Académie de Bordeaux (première édition) et Révérend Pasteur Richard Andriamanjato, Ancien Maire d’Antananarivo, ancien Président de l’Assemblée Nationale Malgache (deuxième édition))
- Cris et Chansons de Toujours, avec la collaboration d’Eugène Mangalaza, Éditions A. Samie, Bordeaux 1975 (Préf. Professeur Robert Escarpit, Président de l’Université de Bordeaux III)
- L’enfant et son Éducation dans la Civilisation Traditionnelle Malgache, Éditions SME, Antananarivo, 1981, Tome I, deuxième édition aux Éditions Ny Amboara, Antananarivo, 2009
- Madagascar, d’une République à l’autre (1958-1982), Tome I, avec la collaboration d’Aimé Lalao Razafimahefa, Éditions Harinivo, Antananarivo, 1991

## Prix littéraires
- Lauréat du Grand prix International de Littérature 1961 pour Premiers Visages
- Lauréat du Grand Prix de Madagascar 1973 – ADELF pour La Diplomatie Malgache face à la Politique des Grandes Puissances (1882-1895)

## Vie privée
Le 6 septembre 1973, Pierre Randrianarisoa épousa Marie Marthe Gabrielle Rahajarizafy, chargée d’enseignement puis attachée culturelle d’ambassade, issue de l’une des grandes familles aristocratiques et du catholicisme d’Antananarivo, nièce de l'écrivain et prêtre jésuite Antoine de Padoue Rahajarizafy et cousine germaine de l'universitaire et écrivain Siméon Rajaona. De leur union naquit un enfant unique, Ny Maraina, né en 1984.
Il eut d’autres enfants de précédentes unions : Pierre-Eric, né en 1958, et Veromalalanirainy (mariée à Gilles Djéyaramane, essayiste, élu à Poissy dans les Yvelines), née en 1974.
Le 4 avril 2010, sa femme décéda des suites d'une longue maladie. Cinq mois après, le 22 septembre 2010 au soir, Pierre Randrianarisoa décéda à son tour au domicile familial à Ambohijanaka Antananarivo, à l’âge de 78 ans. Après un culte religieux célébré au Temple luthérien d’Ambatovinaky à Antananarivo, ayant vu la présence de nombreux artistes et figures de la scène politique malgache, il fut inhumé le 27 septembre à Sahamadio.

## Distinctions honorifiques
- Chevalier de l’Ordre National Malgache (1981)
- Officier de l’Ordre National Malgache (1986)
- Commandeur de l’Ordre National Malgache (1998)
- Grand Officier de l’Ordre National Malgache (2003)